# پول‌شویی
پول‌شویی (به انگلیسی: Money Laundering) تبدیل سود حاصل از خلافکاری و فساد به دارایی‌های به ظاهر مشروع است. در فرایند پول‌شویی، پول حاصل از اقدامات غیرقانونی تبدیل به پول یا ثروتی می‌شود که در ظاهر از راه‌های قانونی بدست آمده‌است و به این طریق «پول شسته شده» وارد اقتصاد می‌شود. در بسیاری از سیستم‌های قانونی و مشروع، قواعد پولشویی با روش‌های دیگر تبهکاری مالی و تجارتی تلفیق شده‌است. بیشتر قوانین ضد پولشویی به صورت آشکار با پولشویی تلفیق شده‌اند.
برخی از کشورها پولشویی را تحت عنوان مبهم کردن منشأ منابع مالی تعریف می‌کنند. کشورهایی دیگر پولشویی را پولِ حاصل از فعالیتی می‌دانند که ممکن است در نقطه ای از کشور مشروع باشد اما در نقطه‌ای ای دیگر فساد و نامشروع تلقی شود. نقدهایی بر قوانین ضد پولشویی توسط مفسرانی وارد شده‌است که عقیده دارند این پهنهٔ وسیع فعالیت‌های ضد پولشویی، در خارج یا داخل کشور بیشتر مانند یک عقیده یا نظریه مالی است و جنبهٔ عملی و کاربردی ندارد.

## نام‌شناسی
در دهه ۱۹۳۰ با ممنوعیت فروش الکل در آمریکا، به تجارت در این بازار روی آوردند. گروه‌های تبهکار و در راس آنها آلفونسه گابریل کاپون، مشهور به آل کاپون، با خریداری شمار زیادی از رخت‌شویخانه‌های سکه‌ای، پول حاصل از فعالیت‌های غیرقانونی خود را به نام درآمد کسب‌شده از فعالیت این رخت‌شویخانه‌های عمومی به چرخ اقتصاد رسمی وارد می‌کردند. حساب کشی از رخت‌شویخانه‌ها به دلیل ماهیت این فعالیت خدماتی دشوار بود و اصولاً راهی برای کنترل میزان درآمدهای حاصل از این فعالیت نبود.

## علت پول‌شویی
به‌طور کلی پول‌شویی به این دلیل انجام می‌شود که منبع واقعی پول نامشخص باقی بماند. فرار مالیاتی هم می‌تواند دلیل دیگری برای آن باشد. پول‌شویی به‌طور عمده یک جرم فرعی برای رد گم کردن درآمد حاصل از جرم اصلی است. جرم پول‌شویی هم تا حد زیادی به جرم اولیه وابسته است. پول‌شویان اغلب کسانی هستند که از قاچاق مواد مخدر، اختلاس، رشوه، قاچاق اسلحه و سایر راه‌های غیرقانونی کسب درآمد کرده‌اند که با شیوه‌های مختلف اقدام به پول‌شویی کرده و به دنبال «تمیز کردن» پول هستند.

## تاریخچه

قراردادن پول کثیف در یک شرکت خدماتی (placement)، جایی که در آنجا در لایه‌های درآمد مشروع قرار گیرد (layering)، و سپس در ظاهر مشروع جریان پول ادغام شود (integration)، یک شکل پولشویی است.

پولشویی به دوران باستان بازمی‌گردد. پولشویی نخستین بار با پنهان کردن اموال و دارایی‌های شخصی از مأموران ایالتی برای امتناع از پرداخت مالیات یا مصادره اموال دیده شده‌است.
در چین، در حدود دوهزار سال قبل از میلاد مسیح، تجار ممکن بود اموالشان را از فرمانروایانی که اموالشان را از آن‌ها می‌گرفتند و آن‌ها را تبعید می‌کردند، پنهان کنند. علاوه بر پنهان کردن اموال ممکن بود این اموال را به ایالتی دور دست در چین منتقل کنند و در کسب و کاری سرمایه‌گذاری کنند.

در طول جشن‌هایی که همه ساله در کشورهای مختلف انجام می‌شد، بسیاری از فرمانروایان و حکمرانان ایالتی قوانینی را تحمیل کردند که ممکن بود دارایی شهروندان را از آن‌ها بگیرد و این کار منجر به گسترش و رشد مالیات گریزی شد. یکی از روش‌های پایداری که در بانکداری موازی یا سیستم‌های غیر رسمیِ انتقال ارزش مانند، حواله استفاده شده‌است آن است که به مردم این امکان را داد که بدون تحقیقات دقیق دولتی، پول خود را به بیرون از کشور منتقل کنند.
در قرن بیستم، وقتی که ابزارهای ممانعت از پولشویی به عنوان یک تبهکاری دیده شدند، توقیف و تصرف کردن دارایی‌ها مجدداً بر سر زبان‌ها افتاد. نخستین بار در طول دوران ممنوعیت الکل در ایالات متحدهٔ آمریکا در دههٔ ۱۹۳۰ دیده شده‌است. این مشاهده به عنوان یک تأکید جدید از سوی ایالات متحده و نمایندگی‌های اجرای قوانین برای پیگیری و مصادرهٔ پول‌ها بود.
فساد سازمان یافته از طریق تحریم‌ها ترقیِ عمده‌ای داشت و منابع مالی عظیمی از طریق فروش غیرقانونی الکل به دست آمدند.
در دههٔ ۱۹۸۰، جنگ بر روی مواد مخدر دولت را واداشت تا مجدداً به قوانین ضد پولشویی بازگردد تا این کار تلاشی باشد برای جلوگیری از جرایم مواد مخدر و برای دستگیری و اتمامِ فعالیت سازمان‌ها و افرادی که باندهای مواد مخدر را اداره می‌کنند. این رویکرد از این نقطه نظر که قواعد و مدارک را معکوس می‌کند سودمند است.
مجریان قانون معمولاً باید اثبات کنند که افراد گناهکار هستند تا آن‌ها را محکوم کنند. اما در قوانین پولشویی پول و دارایی می‌تواند مصادره شود و پس از آن بر عهدهٔ افراد است که اثبات کنند سر منشأ این دارایی‌ها از راه مشروع است البته اگر می‌خواهند که این دارایی‌ها بازگردد؛ که این مقوله کار را برای مجریان قانون راحت‌تر می‌کند و بار اثباتی کمتری را بر آن‌ها متحمل می‌کند.
حملات ۱۱ سپتامبر در سال ۲۰۰۱ که دولت آمریکا را وادار به تصویب لایحهٔ میهن دوستی آمریکا، و همچنین قوانین و لایحه‌های مشابه در سرتاسر جهان کرد، تأکید جدیدی بر روی قوانین ضد پولشویی برای مبارزه با تأمین مالی تروریستی بود. وزیران اقتصاد هفت کشور صنعتی دنیا از یک سازمان بین دولتی برای مبارزه با پولشویی استفاده کردند تا فشاری باشد بر روی دولت‌های سراسر دنیا تا بر معاملات مالی نظارت کنند و این اطلاعات را با سایر کشورها به اشتراک بگذارند.
از شروع سال ۲۰۰۲، تمامی دولت‌ها در سراسر دنیا قوانین پولشویی و همچنین سیستم‌های نظارتی بر تراکنش‌های مالی را به روز کردند. قواعد ضد مالیاتی بار مسئولیتی بزرگتری برای موسسات مالی به همراه داشت و اجرای این قواعد را به‌طور قابل ملاحظه‌ای تشدید کرد. در طول سال‌های ۲۰۱۱ تا ۲۰۱۵ تعدادی از بانک‌های بزرگ به علت زیر پا گذاشتن قواعد ضد پولشویی با جریمه‌های رو به افزایش مواجه شدند؛ که شامل شرکت خدمات بانکداری و مالی بریتانیا می‌شود. این شرکت ۱٫۹ میلیارد دلار در دسامبر ۲۰۱۲ جریمه شد.
و همچنین گروه بانکداری فرانسوی واقع در پاریس، توسط دولت آمریکا در ژوئیه ۲۰۱۴ ،۸٫۹ میلیارد دلار جریمه شد.
بسیاری از کشورها کنترل‌های مرزی را بر روی مقدار پولی که می‌توان حمل کرد ایجاد یا تقویت کردند، و همچنین سیستم‌های مرکزی گزارش دهی معاملات مالی را ایجاد کردند. این سیستم جایی است که موسسات مالی باید معاملات مالی خود را به صورت الکترونیکی گزارش دهند. برای مثال در سال ۲۰۰۶ استرالیا سیستم مخصوص به خود را ایجاد کرد و که این سیستم به همهٔ گزارش‌های معاملات مالی نیازمند بود.
جای دادن پول‌های نامشروع، در چرخهٔ فعالیتِ شرکتی که دارای درآمد مشروع است و سپس یکپارچه کردن این پول با پول‌های جاری، یک روش معمول از پولشویی است.
پول‌های به دست آمده توسط تبهکاری‌هایی مانند اخاذی، تجارت مواد مخدر و قمار، نامشروع تلقی می‌شوند. این‌گونه پول‌ها باید پاک‌سازی شوند تا مشخص شود که از راه قانونی به دست آمده‌اند یا خیر، و به این دلیل بانک‌ها و سایر موسسات مالی بدون سوء ظن با آن‌ها برخورد می‌کنند. پولشویی می‌تواند به روش‌های مختلفی که پیچیده و فریب دهنده است انجام شود.

نخستین بار فردی به نام آل کاپون گروهی به نام آل‌کاپون‌ها تشکیل داد. این گروه به زور از مردم اخاذی می‌کردند. او برای پنهان‌سازی درآمد قاچاق فروش مشروبات الکلی و سایر درآمدهایی با منشأ غیرقانونی، تعداد زیادی ماشین سکه‌ای خشکشویی در سراسر شهر نصب کرد. از آنجا که میزان درآمد این ماشین‌ها مشخص نبود وانمود می‌کردند درآمد خود را از این راه به‌دست می‌آورند، نه از راه غیرقانونی. اصطلاح پول‌شویی این‌چنین شکل گرفت.

## مراحل پولشویی
فرایند پولشویی مراحل مختلفی دارد که می‌توان به بعضی از آن‌ها اشاره کرد:
- تزریق: در قدم اول پول کثیف توسط کارگزاران (یا شخصی که کاریاب نامیده می‌شود) به سامانه‌های مالی و بانکی تزریق می‌شود.
- لایه‌بندی: در مرحلهٔ دوم برای پنهان کردن سرمنشأ ذخایر مالی این پول از طریق روش‌هایی پیچیده و اجرای تراکنش‌های مختلف به حساب‌های متعدد دیگر منتقل می‌شود که «لایه‌بندی» نامیده می‌شود.
- ادغام و یکپارچه‌سازی: در نهایت، این پول که با نقل و انتقال‌های فراوان، عادی جلوه داده شده، مورد استفاده قرار می‌گیرد.

البته بسته به شرایط، ممکن است نیازی به بعضی از مراحل نباشد. برای مثال، درآمدهای غیر نقدی که قبلاً در سیستم مالی وجود داشته‌است نیاز به قرار گرفتن در این فرآیند ندارد.

طبق اعلام وزارت خزانه داری آمریکا:
پول‌شویی عبارت است از قانونی جلوه دادن درآمدهایی که از راه غیرقانونی به دست آمده‌اند؛ که معمولاً شامل سه مرحله است: جایگذاری_لایه‌بندی و یکپارچه‌سازی. در مرحله اول منابع مالی نامشروع به سیستم‌های مالی به صورت پنهانی، مشروع ارائه می‌شوند. سپس این پول توسط چک به حساب‌های متعدد منتقل می‌شود تا سردرگمی ایجاد کند. نهایتاً با تراکنش‌های اضافی این پول با سامانه مالی یکپارچه می‌شود تا وقتی که پول‌های نامشروع پاک جلوه کنند.

## توضیحاتی در رابطه با پول‌شویی
پول‌شویی یک جرم تبعی و فرعی است و همواره مسبوق بر جرم اصلی می‌باشد و درصورت فقدان جرم اصلی، جرم پول‌شویی هم موضوعاً منتفی است.
جرم پول‌شویی وابسته به جرم اصلی ازقبیل قاچاق مواد مخدر، اختلاس، ارتشاء و… است.
پول‌شویی موجب اختلال در نظام اقتصادی جامعه می‌شود که پیامدهای زیان‌بار فراوانی در جامعه به دنبال دارد.
از مهم‌ترین دلایل برای مبارزه با پول‌شویی، ایجاد فضای ناامن برای فعالیت مجرمان و کاهش رفتار تبهکارانه و کمک به مسئولان جهت کشف و ردیابی شبکه‌های فحشا و اختلاس است؛ لذا تدوین قانون مدون، لازم و ضروری به‌نظر می‌رسد.
پول‌شویی فعالیتی غیرقانونی است که در طی انجام آن، عواید و درآمدهای ناشی از اعمال خلاف قانون که منشأ مشخصی ندارند قانونی می‌شود. به عبارت دیگر پول‌های کثیف ناشی از اعمال خلاف به پول‌های به ظاهر تمیز تبدیل می‌شوند و در بدنه اقتصاد جایگزین می‌شود.
طبق ماده ۲ قانون مبارزه با پولشویی (ایران)، جرم پولشویی عبارت است از:
1. تحصیل، تملک، نگهداری یا استفاده از عواید حاصل از فعالیت‌های غیرقانونی با علم به این که به‌طور مستقیم یا غیرمستقیم در نتیجهٔ ارتکاب جرم به دست آمده باشد؛
2. تبدیل، مبادله، یا انتقال عوایدی به منظور پنهان کردن منشأ غیرقانونی آن با علم به این که به‌طور مستقیم یا غیرمستقیم ناشی از ارتکاب جرم بوده یا کمک به مرتکب به نحوی که وی مشمول آثار و تبعات قانونی ارتکاب آن جرم نگردد؛
3. اخفاء یا پنهان یا کتمان کردن ماهیت واقعی، منشأ، منبع، محل، نقل و انتقال، جابه‌جایی، یا مالکیت عوایدی که به‌طور مستقیم یا غیرمستقیم در نتیجهٔ جرم تحصیل شده باشد.

این عمل، یک روش معمول و منطقی برای به‌دست آوردن سود از فعالیت‌های غیرقانونی برای مجرمان است. خلافکاران از طیف وسیع اعمال غیراخلاقی و غیرقانونی مانند استفاده از رانت شرکت‌های دولتی در ایران و حذف منبع پول و هم‌چنین قاچاق مواد مخدر، تقلبات، ثروت‌های قابل مصادره، گروگان‌گیری، قمار و همچنین اهدای پول به سازمان‌های تروریستی و حتی تقلبات مالی در اینترنت یا دیگر ابزار اطلاع‌رسانی سودهای کلانی را به‌دست می‌آورند.

## روش‌های پول‌شویی
اصولاً فعالیت‌های خدماتی که برای انجام فعالیت نیاز چندانی به خرید و تأمین مواد اولیه یا خرید کالاهای واسطه ای ندارند، بسترهای مناسبی برای پولشویی به حساب می‌آیند. کازینوها، بارها و کلاب‌های شبانه، آرایشگاه‌ها، کارواش‌ها، پارکینگ‌های طبقاتی و دیگر فعالیت‌های خدماتی به‌طور معمول برای انجام پولشویی گزینه‌های مناسبی هستند.
اما در کنار این فعالیت‌های اقتصادی، گاهی پولشویی در قالب راه‌اندازی خیریه‌ها ساماندهی می‌شود.
برگزاری حراجی‌های هنری یا مشارکت در فعالیت‌هایی در حوزه ورزش نیز می‌تواند زمینه‌های مناسبی برای پولشویی باشند که در جهان و ایران نمونه‌هایی داشته‌است.
ایجاد شرکت‌های لایه لایه و تو در تو با سهامداران مشترک و ضربدری و بالاخره راه‌اندازی بانک‌ها و موسسات مالی نیز از دیگر محمل‌های مساعد برای پولشویی به‌شمار می‌آیند.
پول‌شویی می‌تواند روش‌های مختلفی را به خود گیرد، اگرچه بسیاری از این روش‌ها می‌توانند به انواع مختلفی تفکیک شوند؛ که شامل روش‌های بانکی، سهام بندی، مبادلات ارزی و صورتحساب‌های دوگانه.
- سهام‌بندی:

یک روش تعیین سطح است که از طریق آن موجودی نقد به ذخایر مالی کوچکتری تبدیل می‌شود که برای از بین بردن سوء ظن بر قواعد پولشویی و همچنین برای امتناع از گزارش‌های مورد نیاز عملکرد ضد پول‌شویی مورد استفاده قرار می‌گیرد. یکی از روش‌های این بخش استفاده از مقادیر جزئی و کوچکتر پول برای خرید اوراق حامل مانند حواله، و نهایتاً ذخیره کردن آن‌ها مجدداً در مقادیر کوچک: در این روش ماهیت پول تغییر کرده و پول کثیف به ذخایر مالی کوچک دیگری نظیر سهام یا طلا تغییر پیدا می‌کند.
- قاچاق فله ایِ پول نقد:

این مقوله شامل انتقال فیزیکی پول نقدِ قاچاق به یک واحد دارای قدرتِ دیگر و واریز آن به یک مؤسسه مالی، مانند یک بانک ساحلی، با پنهان‌کاری‌های بانکی بزرگتر یا قواعد اجراییِ ضد پولشوییِ نه چندان سخت گیرانه. در این روش پول فیزیکی (اسکناس) حاصل از درآمد اولیه که عمدتاً غیرقانونی است به موسسات مالی تزریق می‌شوند.
- معاملات پولی متمرکز:

در این روش، یک معامله گر معمولاً انتظار دارد که نسبت بزرگی از درآمدش را به صورت پول نقد دریافت کند و پول‌های آلوده را به حساب‌هایش واریز کند. همچین کاری اغلب بی‌پرده انجام می‌شود و در انجام این کار درآمد پولیِ ناشی از کسب و کار ضمنی با پول حاصلهٔ غیرقانونی تجمیع می‌شود. در این‌گونه موارد کسب و کار ادعا می‌کند که تمامی پول‌های حاصله به صورت قانونی است. کسب و کارهای خدماتی مناسب‌ترین نوع کسب و کار برای این روش هستند. همان‌طور که این‌گونه خدمات مقدار خیلی کم یا هیچ گونه هزینه‌های متغیری ندارند یا نرخ بالایی بین درآمد و هزینه‌های متغیر دارند، تشخیص درآمد و هزینه‌ها دشوار می‌شود. برای این نوع کسب و کارها می‌توان پارکینگ‌های طبقاتی، کاباره‌ها، کارواش‌ها و کازینوها را مثال زد.
- تجارت مبتنی بر پولشویی:

این روش شامل فاکتورهایی است که ارزش‌هایی بیشتر یا کمتر از واقعیت دارند تا سیر تحول و تغییر پول را پنهان کنند.
شرکت‌های پوسته‌ای و معتمدان:
این نوع شرکت‌ها مالک واقعی پول را پنهان می‌کنند. معتمدان و شرکت‌های بزرگ وسایل نقلیه، بر اساس صلاحدید دادگاه نیاز ندارند که مالکان مشروع خود را فاش کنند.

## اهمیت
فعالیت بسیاری از مقامات قانونی و دولتی هر ساله مورد اندازه‌گیری قرار می‌گیرد تا مقدار پولشویی انجام شده را در سطح جهانی یا حول اقتصاد کشور بررسی کنند. در سال ۱۹۹۶، صندوق بین‌المللی پول به این نتیجه رسید که ۲ تا ۵ درصد اقتصادهای جهان را که مورد بررسی قرار داده بودند، شامل پولشویی می‌شود.
«گروه ویژه اقدام مالی» که یک سازمان بین دولتی است بیان کرد که ساختن یک معیار سنجش، برای مقدار پولشویی انجام شده کاملاً غیرممکن است. از این رو این سازمان هیچ گونه آمار و ارقامی را در توجیه این مورد منتشر نمی‌کند. مفسران دانشگاهی نیز به همین ترتیب از اندازه‌گیری این مقوله بدون هیچ مدرک مطمئنی عاجز بودند. برآوردهای مختلفِ مربوط به شاخص جهانیِ پولشویی که معمولاً تکرار نیز می‌شوند اغلب سبب می‌شوند که مردم به آن‌ها به عنوان فکت و حقیقت توجه کنند. اما هیچ محققی بر سختیِ ناشی از اندازه‌گیری فعالیت عاملان پنهان برنیامده است. بدون در نظر گرفتن میزان دشواری در اندازه‌گیری، مقدار پولشویی هرساله شامل میلیاردها دلارِ آمریکا می‌شود که این مسئله به عنوان یک نگرانی سیاستیِ دولتی به‌شمار می‌رود.

## تأثیر پول‌شویی بر اقتصاد
پول‌شویی به عنوان یک جرم اقتصادی تأثیر منفی چشم‌گیری بر رشد و توسعه اقتصادی کشورها به جای می‌گذارد. در قطعنامه‌ای که در ژوئن ۱۹۹۸ در مجمع عمومی سازمان ملل متحد تصویب شد، برآورد شد سالانه دست‌کم ۲ میلیارد دلار پول تطهیر می‌شود. از جمله اثرات منفی پول‌شویی می‌توان موارد زیر را نام برد:
- تخریب بازارهای مالی
- فرار سرمایه به‌صورت غیرقانونی از کشور
- کاهش تقاضای پول و کاهش معینی در نرخ سالانهٔ تولید ناخالص ملی
- ورشکستگی بخش خصوصی
- کاهش بهره‌وری در بخش واقعی اقتصاد
- افزایش ریسک خصوصی‌سازی
- تخریب بخش خارجی اقتصاد
- ایجاد بی‌ثباتی در روند نرخ‌های ارز و بهره
- توزیع نابرابر درآمد

## پولشویی معکوس
پولشویی معکوس عبارت است از پنهان کردن و پوشش دادن منابع مالی مشروع که برای اهداف و اعمال نامشروع استفاده شده‌اند. این کار معمولاً برای تأمین مالی تروریست انجام می‌شود اما می‌تواند مورد استفاده سازمان‌های تبهکاری واقع شود که در معاملات قانونی سرمایه‌گذاری کرده‌اند و قصد خارج کردن سرمایه‌های قانونی از چرخهٔ رسمی را دارند.
پولهایی که بدون محاسبه و از مخفی کردن معاملات مالی به دست آمده باشند شامل گزارش‌های رسمی مالی نمی‌شوند و ممکن است برای فرار مالیاتی مورد استفاده قرار گیرند.

## مبارزه با پولشویی
قواعد ضد پولشویی شرایطی است که بیشتر در صنایع مالی و قانونی مورد استفاده قرار می‌گیرند تا کنترل‌هایی را که موسسات مالی و سایر نهادهای نظارتی برای جلوگیری، محافظت و گزارش دهی فعالیت‌های پول‌شویی به آن نیاز دارند را شرح دهند.
قواعد ضد پولشویی در اثر شکل‌گیری «گروه ویژهٔ اقدام مالی» در سطح جهان برجسته شد و این قواعد تحت عنوان یک چارچوب بین‌المللی برای مبارزه با پولشویی اعلام شدند.

## لیست سیاه اف‌ای‌تی‌اف
در تاریخ ۲ اسفند ۱۳۹۸ ایران به لیست سیاه اف‌ای‌تی‌اف اضافه شد. 
گروه ویژه اقدام مالی علیه پولشویی، اف‌ای‌تی‌اف، جمهوری اسلامی ایران را به‌دلیل پایبند نبودن به مقررات این نهاد کماکان در فهرست سیاه خود نگه می‌دارد. مارکوس پیلر، رئیس گروه ویژه اقدام مالی روز شنبه ۲۴ اکتبر ۲۰۲۰، با تأکید بر این موضوع، از دولت‌های جهان خواست که تدابیر مؤثر را علیه کشورهایی چون ایران و کره‌شمالی اعمال کنند.

## پول‌شویی در ایران
اقتصاد ایران به دلایل مختلفی به‌طور قابل توجهی با پدیده پولشویی دست به گریبان است. بزرگ بودن سهم اقتصاد زیرزمینی و بخش خاکستری، فرار مالیاتی گسترده در اقتصاد ایران و فقدان فرهنگ مالیات دهی، قرار گرفتن ایران بر سر راه مسیر ترانزیت قاچاق مواد مخدر و حجم قابل توجه انواع و اقسام کالاهای قاچاق و همچنین مهاجرت غیرقانونی و قاچاق انسان، ضعف نظام بانکی و برقرار نبودن استانداردهای بین‌المللی بانکداری در ایران و همچنین حساسیت پایین حاکمیت در برابر این پدیده از جمله دلایلی است که می‌توان برای حدس‌زدن دربارهٔ گسترده بودن پولشویی در اقتصاد ایران به آنها اشاره کرد.
ایجاد شرکت‌های لایه لایه و تو در تو با سهامداران مشترک و ضربدری و راه‌اندازی بانک‌ها و موسسات مالی از محمل‌های مساعد برای پولشویی به‌شمار می‌آیند.
به همین دلیل کارشناسان و صاحب‌نظران اقتصادی بین شمار صندوق‌های قرض‌الحسنه و موسسات ملی و اعتباری فاقد مجوز در استان‌های مختلف ایران و مسیر ترانزیت قاچاق موادمخدر، ارتباط معناداری می‌بینند.
علی عرب مازار یزدی، استاد اقتصاد دانشگاه علامه طباطبایی که همراه با لیلا خودکاری در مطالعه و پژوهشی با موضوع «برآورد حجم پولهای کثیف در ایران» که در سال ۱۳۸۶ انجام شد و اطلاعات دوره سالهای ۱۳۵۲ تا ۱۳۸۰ مبنای بررسی آنها بوده، نشان می‌دهد که بزرگی و حجم پولهای کثیف در اقتصاد ایران معادل ۱۱٫۸ درصد از حجم کل نقدینگی است. البته مطالعه آنها نشان می‌دهد که این حجم با شتاب بیشتری در اقتصاد ایران در حال بزرگ‌شدن بوده‌است. با فرض سهم حدود ۱۲ درصدی از کل نقدینگی، اگر حجم نقدینگی فعلی (۱۳۹۹) را بیش از ۲۰۰۰ هزار میلیارد تومان در نظر بگیریم، بزرگی اندازه پولهای کثیف در اقتصاد ایران به ۲۴۰ هزار میلیارد تومان بالغ می‌شود.
طی سال‌های گذشته، ایران در کنار کره شمالی همواره جزء کشورهای لیست سیاه گروه ویژه اقدام مالی بوده‌است. در سال ۱۳۹۵ مقام‌های ایرانی متعهد شدند پیشنهادهای این سازمان برای مبارزه با پول‌شویی را عملی کنند.

### رتبه ایران در پول‌شویی
طبق بررسی مؤسسه تحقیقات حکومت‌داری بازل هم که با بررسی مؤلفه‌های مختلف سیاسی و مالی در ۱۴۹ کشور جهان آن‌ها را بر اساس شاخص ضد پول‌شویی رتبه‌بندی کرده‌است در جدول ایران، افغانستان و تاجیکستان به ترتیب در جایگاه‌های اول تا سوم پول‌شویی قرار گرفته‌اند.

### لایحه مبارزه با پول‌شویی و تأمین مالی تروریسم
لایحه مبارزه با تأمین مالی تروریسم در سال ۱۳۸۹ تقدیم مجلس شورای اسلامی شد و در سال ۱۳۹۰ پس از تأیید و ابراز نظر قوه مقننه، در صحن علنی مجلس به تصویب رسید.
پس از برجام تحریم‌های بین‌المللی بانکی و مالی علیه ایران و پس از رفع ایرادهای شورای نگهبان در جلسه سیزدهم بهمن ماه ۱۳۹۴ به تصویب مجلس شورای اسلامی رسید. این لایحه در نشست سیزدهم اسفندماه ۱۳۹۴ شورای نگهبان بررسی شد و با توجه به اصلاحات به عمل آمده، مغایر موازین شرع و قانون اساسی شناخته نشد.
در سال ۱۳۹۷ مجدداً لوایح اصلاح قانون مبارزه با پول‌شویی و اصلاح قانون مبارزه با تأمین مالی تروریسم در مجلس طرح شد و به تصویب رسید. سپس در شورای نگهبان بندهایی از این قانون، مغایر شرع شناخته شد؛ که در نهایت لایحه اصلاح قانون مبارزه با پول‌شویی از سوی آن شورا رد شد.